# 餓狼伝説シリーズの年表
餓狼伝説シリーズの年表（がろうでんせつシリーズのねんぴょう）では、SNKの対戦型格闘ゲーム『餓狼伝説』シリーズにおける架空の出来事を年表形式に掲載する。この世界の出来事は現実の時間軸に沿って展開する設定になっており、以下の年代表記は西暦である。
また、同一世界である『龍虎の拳』シリーズと『ファイヤースープレックス』の出来事も記述する。

## 年表

### 紀元前220年代
紀元前220年
- 秦王龍 、「秦の秘伝書」を書紀[1]。

### 1700年代
- イギリスから流れてきたピューリタンの一行がサウスタウンの基礎を作る[2]。

### 1920年代
1922年7月7日
- 山田十平衛誕生。

1924年4月14日
- タン・フー・ルー誕生。

### 1940年代
1946年7月3日
- 望月双角誕生[1]。

### 1950年代
- タクマ・サカザキとリー・ガクスウが勝負、引き分けとなる[注 1]

1952年8月10日
- チン・シンザン誕生。

1953年1月21日
- ギース・ハワード誕生。

1954年6月13日
- アクセル・ホーク誕生。

1957年8月2日 or 1958年8月2日？
- リョウ・サカザキ誕生。

1957年12月25日 or 1958年12月25日？
- ロバート・ガルシア誕生。

1959年？(公式的には不明)
ヴォルフガング・クラウザー誕生。

### 1960年代
1960年9月4日
- ローレンス・ブラッド誕生。

1961年12月7日 or 1962年12月7日？
- ユリ・サカザキ誕生。

1962年2月22日
- リチャード・マイヤ誕生。

1963年8月8日
- 山崎竜二誕生。

1963年9月16日
- フランコ・バッシュ誕生[1]。

1964年6月24日
- ホア・ジャイ誕生。

1964年12月21日
- キム・カッファン誕生。

1965年9月4日 or 1966年9月4日？
- マルコ・ロドリゲス誕生。[注 3]

1966年8月21日
- ホンフゥ誕生。

1966年9月17日
- マイケル・マックス誕生。

1966年12月25日
- ビリー・カーン誕生。

1967年2月2日
- ダック・キング誕生。

1967年 or 1968年8月2日？(リョウの10歳の誕生日)
- タクマ・サカザキの妻、ロネット･サカザキが交通事故（事実上のひき逃げ事件）で死亡。一緒に乗っていたタクマも瀕死のダメージを負う[注 4]

1968年？
- ギース・ハワードがルドルフ･シュトロハイムの暗殺に失敗。この事件をきっかけにギースはヴォルフガング・クラウザー・シュトロハイムを恐れることになる[注 5]

### 1970年代
1971年3月15日
- テリー・ボガード誕生。

1971年8月16日
- リック・ストラウド誕生。

1972年3月29日
- ジョー・ヒガシ誕生。

1972年8月16日
- アンディ・ボガード誕生。

1973年2月4日
- ブルー・マリー誕生。

1974年1月1日
- 不知火舞誕生。

1974年5月15日
- ボブ・ウィルソン誕生。

1976年
- 山崎竜二が施設を脱走する（その後、日本本土に拠点を持つ暴力団の幹部・反町と出会い、彼の弟分となる）[1]

1978年？
- Mr.ビッグによるユリ・サカザキ誘拐事件発生。その後、リョウがユリを救出する（『龍虎の拳』）。
- テリー・アンディ兄弟をジェフ・ボガードが引き取る（『餓狼伝説外伝 若き狼の野望』）。

1979年？
- ギースによるキング・オブ・ファイターズ(KOF)開催。その後ギースは日本へと旅立つ（『龍虎の拳2』/『龍虎の拳』の事件から約1年後）。

### 1980年代
1979年後半~1980年前半？
- グラスヒル・バレーでワイラーによる秘薬事件が発生するが、ロバート・ガルシアによって阻止される。その後ロバートはユリとともに父の待つイタリアへ旅立つ（『龍虎の拳外伝』）。
- テリー・ボガードとダック・キングが戦う[6]。

1979年2月16日or1980年2月16日or1981年2月16日？
- カイン・R・ハインライン誕生。[注 6]

1980年5月25日
- アルフレッド誕生[7]。

1980年6月6日
- 秦崇秀・秦崇雷兄弟誕生。

1981年
- ギース・ハワードがジェフ・ボガードを暗殺する[8]

1981年5月25日
- 李香緋誕生。

1983年
- 反町が当時敵対していた抗争事件の手打ちによって殺される。この事件がきっかけで反町を殺された山崎は反町を陥れた組織のボスを殺害し、その後香港へ事実上亡命[1]

1983年12月23日
- ドン・ゴンザレスによるKOF開催。この大会は大成功となり、毎年開催される[9](餓狼伝説ではこの大会が初のKOFとして記録されている。)

1986年
- 秦兄弟の両親が伝染病で死亡する[1]。

1986年~1988年前半？
- カインとアベル（のちのグラント）がスラム街で暮らしていた頃、同年代の少年がリンチで殺害される現場を目撃する。この事件をきっかけに2人はこのスラム街を出る決断をする[注 7]

1987年6月24日 or 1988年6月24日 or 1989年6月24日？
- ロック・ハワード誕生。[注 8]

1988年~1991年前半？
- カイン、ストリートファイト中に偶然通りかかったファミリー（秘密結社）のドン・パパスに自分自身の強さを買われて、グラントとともにファミリーの一員となる。[注 9]

### 1990年代
1991年 or 1992年 (家庭用基準だと 1992年8月13日)？
- ギースによるKOF開催。テリーがギースを撃破、養父ジェフの仇をとる（『餓狼伝説』）[1]

1992年 or 1993年 (家庭用基準だと 1993年3月15日)？
- ヴォルフガング・クラウザーによるKOF開催。テリーがクラウザーを撃破、その後クラウザーは自決する（『餓狼伝説2』）

1993年
- 不知火半蔵死去。
- ブルー・マリーの父と恋人がテロリストの凶弾に倒れる[1]。
- 世界統一無差別級トーナメント開催（『ファイヤースープレックス』）。

1995年
- ギースの隠し妻で、ロックの母・メアリー死亡。テリーとロック・ハワードが出会う[10]（ロックが7歳の時）
- 秦兄弟、秦王龍の息子たち海龍と空龍の魂に体をのっとられる[1]
- 秦の秘伝書争奪戦勃発[1]（『餓狼伝説3』）。生きていたギースが全ての秘伝書を獲得、その後ビリーに秘伝書の処分を命じる。（1月21日）[注 10] [11]。

1995年後半？
- ギースによるKOF開催。テリーがギースを撃破、その後ギースは事実上飛び降り自殺する（『リアルバウト餓狼伝説』/ ロックとテリーの出会いから約1年）。

1998年後半？
- ホワイトによるサウスタウン侵略事件発生[注 12]。この事件をきっかけにアルフレッドの故郷を含む全世界が武器工場の乱開発を受ける。その後、アルフレッドがホワイトを撃破（『リアルバウト餓狼伝説スペシャル DOMINATED MIND』）
- 但し、『リアルバウト餓狼伝説』から分岐した世界である可能性が考えられる

### 2000年代
2005年~2007年前半？
- カイン・R・ハインラインによるKOF開催。ロックがカインを撃破、その後ロックは母を探す旅に出る（『餓狼 MARK OF THE WOLVES』）。(ロックが17歳、テリーが35歳の時)